# Sainte-Marguerite-sur-Duclair
Sainte-Marguerite-sur-Duclair település Franciaországban, Seine-Maritime megyében. Lakosainak száma 2032 fő (2022. január 1.). Sainte-Marguerite-sur-Duclair Blacqueville, Duclair, Épinay-sur-Duclair, Le Trait, Rives-en-Seine és Saint-Martin-de-l'If községekkel határos.

## Népesség
A település népessége az elmúlt években az alábbi módon változott:
| Lakosok száma | 1952 | 1950 | 2059 | 2028 | 2028 | 2027 | 2027 | 2032 | 2032 |
|               | 2013 | 2015 | 2016 | 2017 | 2018 | 2019 | 2020 | 2021 | 2022 |